# 신칸센 E954형 전동차
신칸센 E954형 전동차(일본어: 新幹線E954形電車) 또는 파스텍 360S(영어: Fastech 360S)는 2005년에 동일본여객철도가 개발한 고속열차로 파스텍 계열의 1편성으로 마지막 S는 신칸센을 의미한다.
1호차부터 3호차까지 히타치 제작소, 4호차부터 8호차까지 가와사키 중공업이 제작했다.
E954-1 선두부 차량의 경우 스트림 라인(영어: stream-line)을 의미하며 500계를 기반으로 제작되었고, E954-8 선두부의 경우 애로우 라인(영어: arrow-line)으로 동일본여객철도의 E2계와 E4계 모델을 기반으로 제작했다.
2009년에 운행 종료와 함께 폐차되었다.

## 객차 구성
- 당시 8량 편성으로 운행했고 등록 차호는 S9호이다.

|           | 도호쿠, 조에쓰, 호쿠리쿠 신칸센 |        |        |        |        |        |        |        |
| 호차      | 1                               | 2      | 3      | 4      | 5      | 6      | 7      | 8      |
| 차량 구성 | T1c                             | M1     | M2     | M2     | M1s    | M2     | M1     | T2c    |
| 호차      | 1                               | 2      | 3      | 4      | 5      | 6      | 7      | 8      |
| 좌석      | 지정석                          | 지정석 | 지정석 | 지정석 | 그린샤 | 지정석 | 지정석 | 지정석 |
| 정원      |                                 | 85     | 94     |        | 51     | 75     | 83     |        |
| 차량 장치 |                                 | 1호기  | 1호기  | 2호기  | 2호기  | 3호기  | 3호기  |        |

2호차, 7호차의 경우 팬터그래프가 존재했다.

## 사진

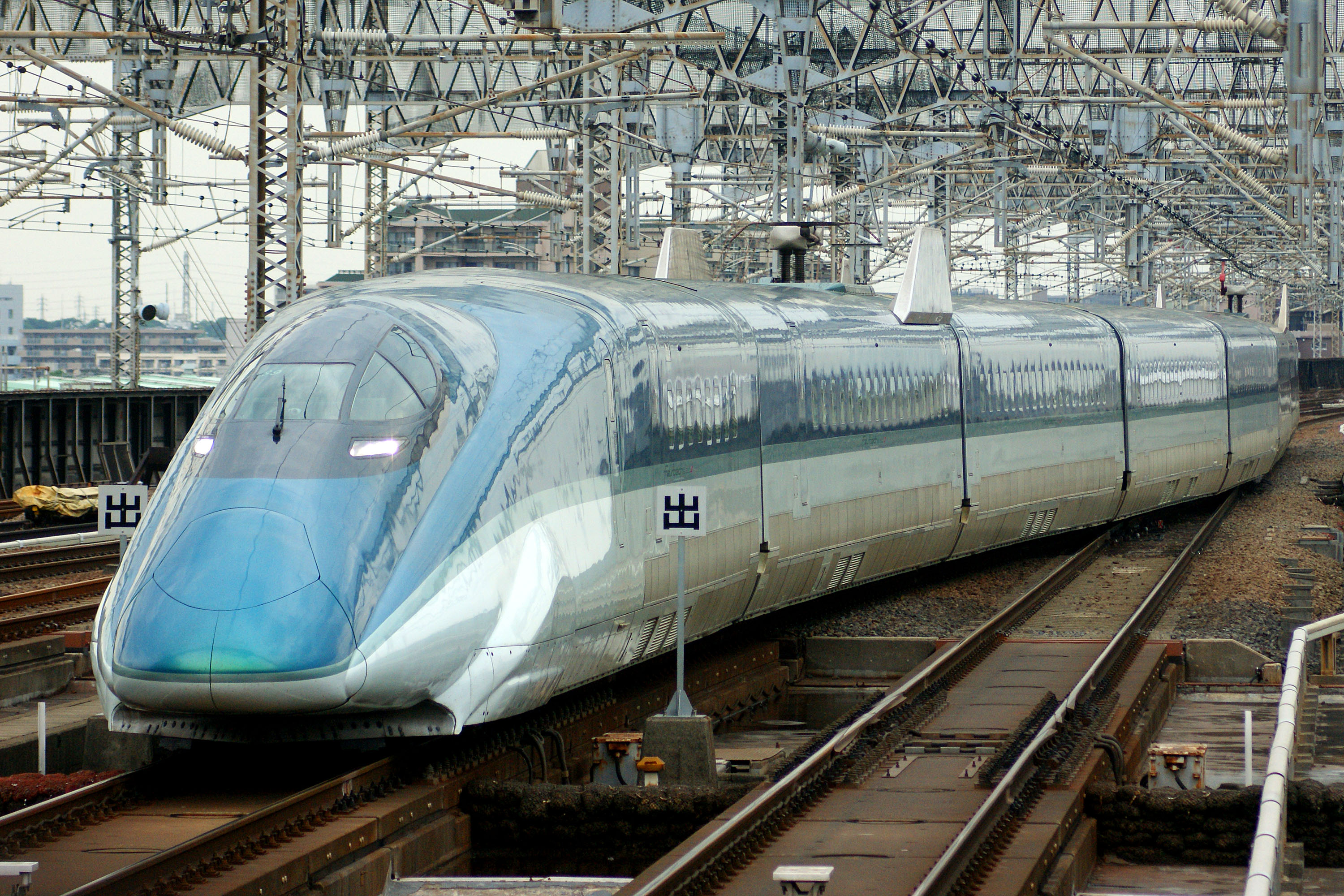
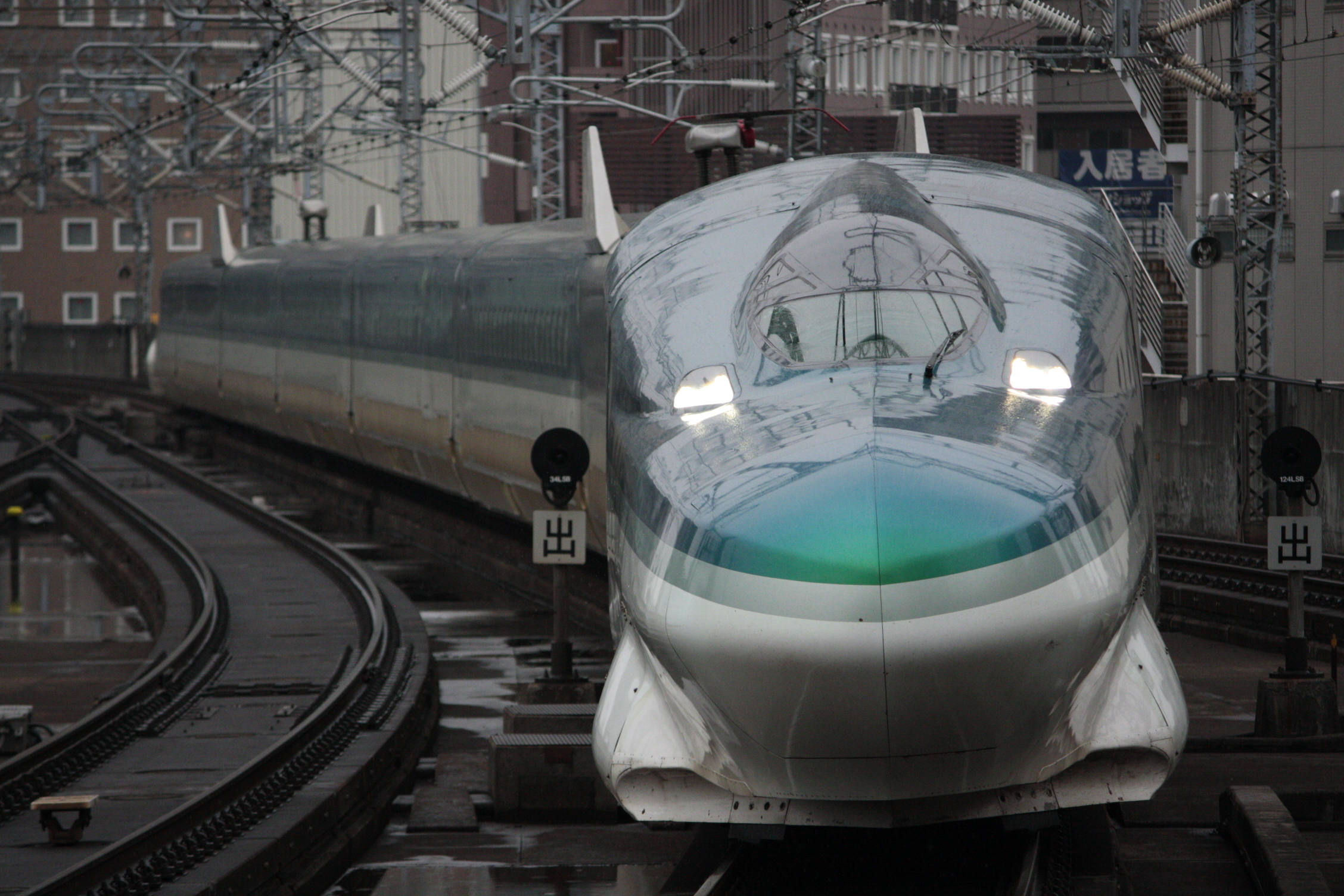
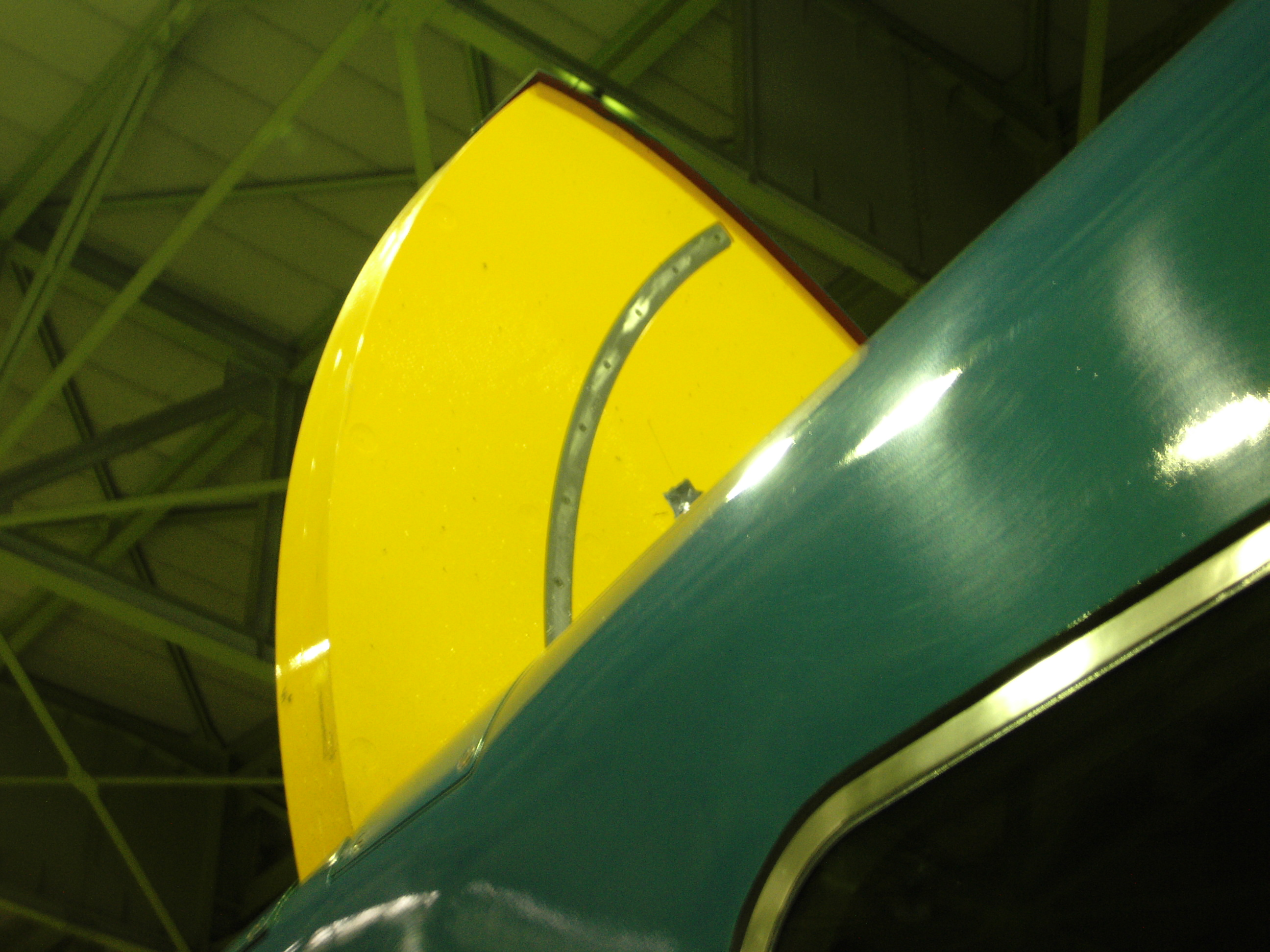

## 같이 보기
- 신칸센 E955형 전동차
- 신칸센 E956형 전동차